# Palazzo Martinengo Cesaresco dell'Aquilone
Palazzo Martinengo Cesaresco dell'Aquilone è un edificio storico di Brescia situato in via Trieste al civico numero 17, in pieno centro storico cittadino.
Edificato a partire dal XV secolo dalla nobile famiglia Martinengo, è stato più volte rimaneggiato nei secoli in virtù di ingrandimenti e integrazioni, arrivando ad assumere un aspetto solenne e monumentale solo nel corso del XVII e XVIII secolo. L'edificio è stato poi ceduto a inizi Novecento all'istituto privato Cesare Arici e all'università cattolica del Sacro Cuore, entrambi fruitori da allora del palazzo nobiliare.

## Storia
L'area su cui sorse la futura abitazione dei Martinengo fu venduta da Albertino Salati nel 1447 a Cesare I Martinengo Cesaresco e si affacciava, all'epoca, sulla porzione orientale dell'isolato, verso la contrada Croce de' Boni allora circondata da vasti orti inutilizzati. Per circa un secolo fu intrapresa un'ampia e sistematica opera di acquisizione ed espansione dell'area posseduta dai Martinengo, con il fine ultimo, non appena la proprietà fosse abbastanza ampia, di consentire la costruzione della dimora di famiglia. Tra l'altro furono acquisiti, rispettivamente, terreni per costruire le stalle nel 1451, oltre che le case degli Emilii dietro la contrada del Vescovato nel 1506 e la proprietà della famiglia Palazzi sulla contrada Croce de' Boni nel 1555.

### Una fabbrica plurisecolare
La costruzione del palazzo, iniziata appunto dopo una secolare campagna d'acquisto di terreni limitrofi, fu anch'essa di durata secolare: fu infatti costruito, tra il 1557 e il 1570, l'atrio porticato con il salone ad esso soprastante e le stanze prospicienti la strada più ad ovest; in seguito si procedette erigendo, negli anni '70 del XVII secolo, l'ala del palazzo rivolta verso nord, mentre nel 1729 fu eretta un'ulteriore porzione dell'ala ad ovest e tra 1799 e 1800 fu sistemato il cortile da Giovanni Donegani; solo nel 1805, tuttavia, fu costruita la palazzina di Vincenzo Berenzi a chiusura del cortile.
I Martinengo, inizialmente, si stabilirono nella parte più sud-orientale dell'isolato, dove era stata inglobata la torre dei Camignoni, poi sconvolta ed irreparabilmente compromessa da lavori di costruzione di dormitori ivi compiuti tra 1899 e 1903; nei rilievi risalenti al 1869 ed effettuati da Antonio Taeri, comunque, sono ancora Visibili le fattezze di questa porzione di palazzo, che constava in un blocco quadrilatero irregolare di sei luci su due piani, più un mezzanino. In questa parte della dimora dei Martinengo, secondo le fonti, il Moretto eseguì degli affreschi raffiguranti le gesta di Scipione l'Africano e, sempre secondo testimonianze coeve, furono svolte le sontuose nozze di Francesca Lucrezia nel 1527. Vi fu accolto anche l'allora ambasciatore francese e, nel 1539, la duchessa di Mantova Isabella d'Este e, stando sempre alle fonti, vi avrebbero vissuto i dodici figli.

### Interventi edilizi dei Martinengo
Verso la metà del XVI secolo i successori di Cesare II Martinengo proseguono i lavori di ampliamento del palazzo nobiliare, con un atto datato 21 giugno 1557 che appunto testimonia l'inizio dei lavori: in esso viene infatti detto che «fu messa la prima pietra delle fondamenta del salotto da sera [ossia verso ovest]», per poi procedere anche con la costruzione di quattro stanze per piano. Il portico stesso sembrerebbe essere terminato solo dal 1561 in poi, mentre per quanto riguarda il monumentale salone d'onore si deve aspettare sino al 1570. In ogni caso, a seguito della morte del primogenito Giorgio, la direzione dei lavori passò ai fratelli minori di quest'ultimo, ossia Girolamo ed Ottaviano. I documenti di allora testimoniano, in special modo tra 1564 e 1567, la presenza del capomastro Paolo Bonometti, oltre che dei lapicidi Girolamo Belleri da Polaveno, Girolamo della Canonica, Paolo Dusi, Bernardino Zarletti, Paolo Gafurri e dello scultore Martino di Giovanni Antonio Pensa.

### L'atrio porticato e ipotetiche influenze palladiane[10]

#### L'ipotesi di un architetto locale
Il medesimo atrio porticato del palazzo presenta forti elementi di innovazione architettonica rispetto alle tipiche soluzioni adottate nel contesto dell'edilizia bresciana del Cinquecento: esso infatti spicca in originalità per il severo rigore presentato dall'ordine dorico impiegato per le colonne e le trabeazioni, oltre che per l'alternanza, insolita a Brescia, di triglifi e metope nella composizione del fregio. La scansione planimetrica, poi, non si basa sul solito intervallo costituito da un androne e un portico, bensì su un atrio aperto che consta di due colonne libere. Mediante questa ingegnosa soluzione, così costituita, la continuità del fregio è garantita anche nello stesso atrio e le colonne perimetrali summenzionate si trasformano in paraste giganti. La critica, nel corso del tempo, ha cercato di imputare questa originale soluzione compositiva ad un architetto di fama, certamente esperto. Andrea Peroni e Fausto Lecchi hanno ipotizzato che l'ideatore di questa porzione dell'edificio possa essere Lodovico Beretta, supportando la loro attribuzione mediante evidenze documentarie, intrattenute rispettivamente tra i Martinengo Cesaresco ed i Patina, famiglia della moglie dell'architetto.

#### Il presunto intervento del Palladio
D'altro canto, si potrebbe invece segnalare un'attribuzione ad Andrea Palladio sulla base di scelte stilistiche negli elementi architettonici; oltretutto, deporrebbe a favore di questa ipotesi anche un viaggio che il Palladio compì a Brescia nel corso del 1562, coinvolto dalle autorità cittadine per esprimere un parere circa i cantieri pubblici, allora in corso, di palazzo della Loggia. Secondo l'indagine condotta dallo studioso Valentino Volta, nondimeno, la visita bresciana del Palladio coinciderebbe con una svolta nei cantieri del palazzo nobiliare dei Martinengo, il quale risultava fino ad allora sostanzialmente fermo; l'architetto veneto avrebbe dunque fornito suggerimenti al Beretta circa l'impostazione complessiva da conferire all'atrio, e, secondo questa ricostruzione, la fabbrica stessa avrebbe ricevuto quel salto di qualità stilistica ed architettonica che poi effettivamente la contraddistinse.
Ulteriore elemento da tenere in esame per identificare l'eventuale architetto della fabbrica, in ogni caso, è il fatto che l'ordine utilizzato nel palazzo, in realtà, non è affatto conforme allo stile tipico del Palladio: per esempio, l'architrave è a fascia unica piuttosto che sdoppiata, così come la cornice che presenta un particolare carattere ristretto. La stessa impostazione planimetrica del palazzo nobiliare è estranea alle soluzioni adottate dal Palladio, il quale usa semmai colonne libere in spazi interni o atrii tetrastili voltati. Lo stile adottato nel palazzo dei Martinengo Cesaresco, tutt'al più, è da far risalire alla cerchia vicina al Palladio, piuttosto che al Palladio stesso; esempi di questo ambiente vicino all'architetto veneto sono, tra gli altri, il progetto di Giulio Romano per palazzo Thiene a Vicenza e nell'ingresso di palazzo del Bo a Padova di Andrea Moroni.

## Descrizione

### Esterno
Come sostenuto dallo stesso studioso Fausto Lechi, l'aspetto esteriore della dimora nobiliare, affacciata su via Trieste, è senza dubbio della fine del XVI secolo: esso è infatti costituito da un lungo fabbricato, in realtà piuttosto sproporzionato, ma che comunque presenta un piano nobile in alto, chiuso poi da un cornicione con doccioni formati da teste di leone. Il portale d'ingresso è invece decorato da grosse bugne marmoree, mentre trofei e mascheroni si alternano sulle bozze; sulla sommità dell'arco campeggia poi lo stemma dei Martinengo Cesaresco, con l'aquila che è sostenuta da due sirene e sormontata da una sfarzosa corona patrizia e da un elmo. Rispettivamente sulla sinistra e sulla destra dell'estradosso del medesimo portale, poi, sono inscritte due figure muliebri (secondo il Lechi si tratterebbero della personificazione della Gloria e della Fama) la cui realizzazione è attribuita a Giacomo Medici, allievo del Sansovino.

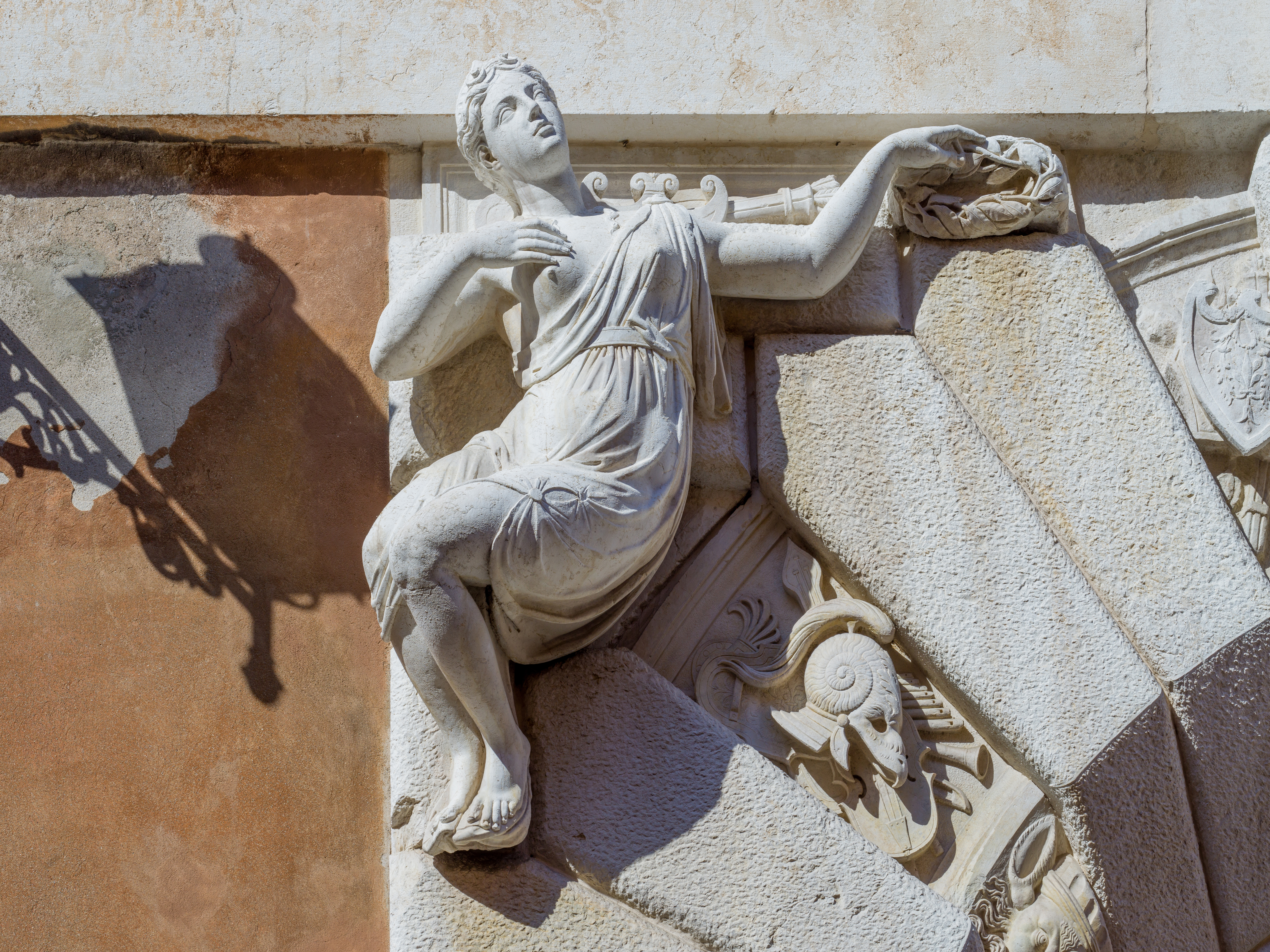
Dettaglio della figura femminile posta sulla sinistra del portale.
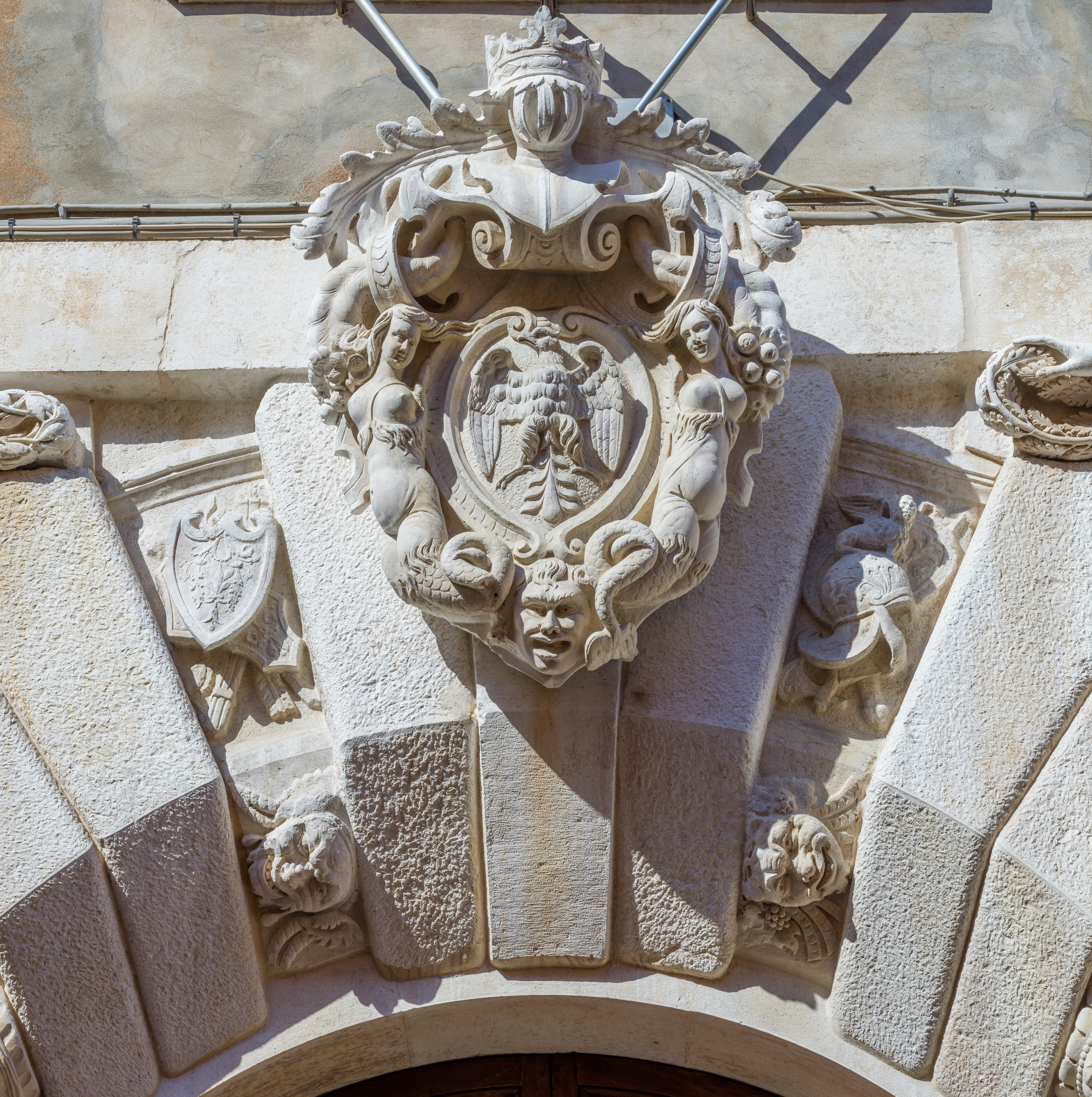
Dettaglio dello stemma nobiliare dei Martinengo posto sulla sommità del portale.
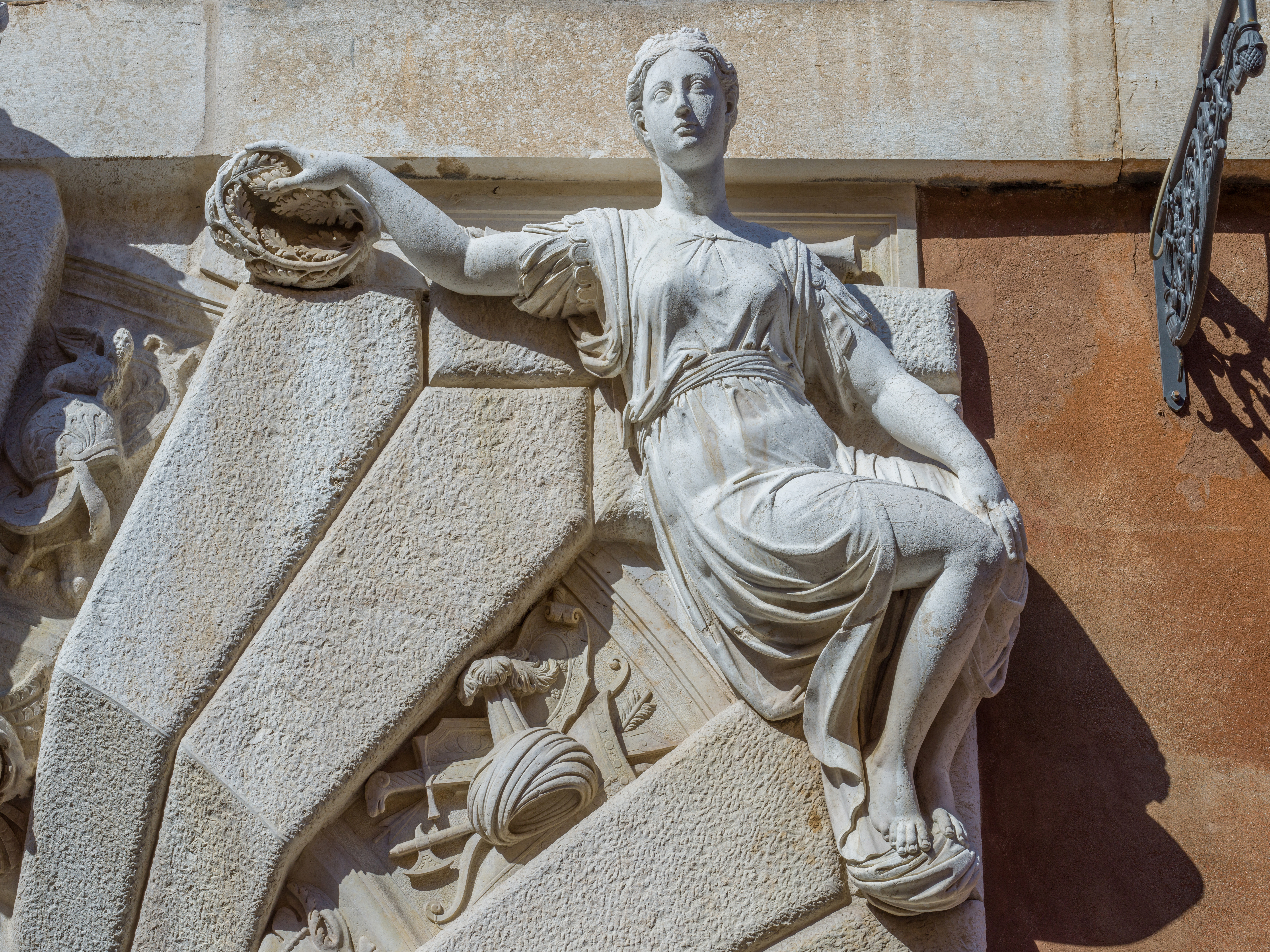
Dettaglio della figura femminile posta sulla destra del portale.

### Interno
Una volta entrati nel portico d'ingresso del palazzo nobiliare, a est si trova l'ambiente dell'ampio scalone dotato di tre rampe e balaustra, comunque poco interessante da un punto di vista artistico. Esso porta in ogni caso al grande salone d'onore, alto 13 metri e lungo 26, degno di menzione sia per dimensioni che per la copertura in legno, con poderose travi sostenute da modiglioni decorati. Dopo questa sala si trova un altro ambiente, dotato peraltro di decorazioni risalenti alla fine del XVIII secolo e realizzate da Pietro Scalvini.
Sempre procedendo oltre si apre una stretta e lunga galleria, recante una volta affrescata verso la metà del Settecento e che porta verso quattro ulteriori stanze, anch'essa decorate nel medesimo periodo della galleria: in questa sezione, tra l'altro, termina l'ala del palazzo di epoca cinquecentesca, tant'è vero che nella facciata esterna è presente una risega. Tuttavia, le sale più interessanti da un punto di vista artistico sono, a detta del Lechi, quelle che si estendono a monte tra i due cortili, che infatti recano lavori di celebri artisti bresciani e milanesi di inizio Ottocento: si tratta, nella fattispecie, di Giuseppe Teosa e di Giuseppe Manfredini.